# Rob Page
Robert John Page (Llwynypia, 1974. szeptember 3. –) walesi válogatott labdarúgó, edző.

## Pályafutása

### Klubcsapatokban
1993-ban került a Watford felnőtt keretébe saját nevelésű játékosként. Kenny Jackett menedzser irányítása alatt alapemberré nőtte ki magát a klubban, majd az 1997–98-as szezonban Graham Taylor vezetőedzővel megnyerték a másodosztályt. 1999–2000-es szezonban megválasztották a klub legjobb játékosává. 2001 augusztusában kölcsönbe került a Sheffield United, majd a következő hónapban végleg szerződtették. 2004 júliusában ingyen igazolt a Cardiff City csapatába. Lennie Lawrence irányítása alatt többnyire csak a kispadon kapott lehetőséget. 2005 februárjában a Coventry City szerződtette. Nem sokkal később térdsérülést szenvedett. A 2005–06-os szezont követően csípőműtéten esett át. 2006 szeptemberében meghosszabbította a szerződését a klubbal, majd novemberben csapatkapitánnyá nevezték ki. 2008 januárjában a Huddersfield Town igazolta le. 2008 májusában a Chesterfieldhez írt alá. 2009 júliusában játékos-edzői ajánlatot kapott a Port Vale csapatától, de ezt nem fogadta el. 2011 márciusában visszavonult.

### A válogatottban
41 alkalommal képviselte felnőtt szinten a válogatottat és ebből egyszer, mint csapatkapitány. 2006 szeptemberében jelentette be visszavonulását a válogatottól.

### Menedzserként
2011 júliusában elfogadta a Port Vale ajánlatát és az ifjúsági részlegen kezdett el munkába állni. 2012 májusában az első csapat edzői stábjából Geoff Horsfield visszavonult és őt léptették a helyére. Többször is felvetődött a neve a Wimbledon és a Sheffield United menedzsereként. 2013. szeptember 22-én ideiglenesen őt nevezték ki a Port Vale menedzserének. Első mérkőzésén a Tranmere Rovers ellen 1–0-ra nyert a csapata. 2014 júliusában végleges kinevezést kapott.
2016. május 19-én a Northampton Town három évre szerződtette. Első hat mérkőzésén veretlenek lettek és a hónap menedzserének is megválasztották. 2017 január elején menesztették. Ugyanebben a hónapban csatlakozott a Nottingham Forest edzői stábjához. Március 15-én kinevezték a walesi ifjúsági válogatottak élére és négy évre írt alá. 2019 augusztusában a felnőtt válogatottnál nevezték ki Ryan Giggs segédedzőjének.
2020. november 3-án Giggset felfüggesztették, családi erőszak vádjával vették őrizetbe és ideiglenesen ő vette át a válogatott irányítását. Az Amerikai Egyesült Államok elleni 0–0-ra végződő barátságos mérkőzésen debütált, majd az UEFA Nemzetek Ligájában Írország és Finnország ellen megnyert mérkőzéseket követően feljutottak a B ligából. 2021 áprilisában Giggset még mindig nem mentették fel, így megerősítették, hogy az elhalasztott 2020-as labdarúgó-Európa-bajnokságon Page fog irányítani. Az A csoportban a második helyen végeztek és továbbjutottak. Az egyenes kieséses szakaszban Dánia ellen 4–0-ra kikaptak és kiestek.
A 2022-es labdarúgó-világbajnokság-selejtezőjében az E csoportban a második helyen végeztek, ami azt jelentette, hogy pótselejtezőn kellett részt venniük. Ausztriát 2–1-re, míg Ukrajnát 1–0-ra győzték le, így kvalifikálták magukat 1958 után másodszor. 2022 szeptemberáben Giggs lemondott és őt nevezték ki ténylegesen szövetségi kapitánynak. Négy évre írt alá. A 2022-es labdarúgó-világbajnokságon a B csoport utolsó helyén végeztek egy ponttal.

## Sikerei, díjai

### Játékosként
- Watford
  - Angol másodosztály: 1997–98

- Chesterfield
  - Angol negyedosztály: 2010–11

### Egyéni
- Watford – Év Játékosa: 1999–2000